# Waberer’s International Nyrt.
Waberer’s International Nyrt. (w skrócie: Waberer’s, węgierski: Wáberer) – przedsiębiorstwo logistyczne z siedzibą w Budapeszcie. Jedna z największych w Europie firm zajmujących się transportem międzynarodowym. Firma ma ponad 2800 własnych ciężarówek i zatrudnia ok. 7600 osób. W 2023 roku przychody spółki wyniosły 710,9 mln EUR.
W 1994 roku węgierski przedsiębiorca György Wáberer przejął wraz ze wspólnikami państwową firmę Volán Tefu Rt. As utworzoną w 1948 roku. W 2002 roku spółka przejęła państwową spółkę Hungarocamion Rt, a od 2003 roku spółki należące do grupy zaczęły działać pod wspólną marką WABERER’S.